# نیم (زبان برنامه‌نویسی)
نیم یا نمرود(nimrod) یک زبان برنامه‌نویسی سیستمی، همه منظوره، چند پارادایم، تایپ ایستا و کامپایل شده‌است که توسط تیمی نزدیک به آندریاس رامف طراحی و توسعه یافته شده‌است.